# Dolça de Foix
Dolça de Foix (a 1143 - d 1209) fou infanta de Foix i comtessa consort d'Urgell (1157-1184).
Filla de Roger III de Foix i Ximena de Barcelona, era germana del comte de Foix Roger Bernat I de Foix.
El 1157 es casà amb el comte d'Urgell Ermengol VII, amb qui va tenir:
- l'infant Ermengol VIII (1158-1209), comte d'Urgell
- la infanta Marquesa d'Urgell, casada el 1194 amb Ponç III de Cabrera, vescomte de Cabrera